# Walter Gilbert
Walter Gilbert, född 21 mars 1932 i Boston, Massachusetts, är en amerikansk biokemist. Hans forskning kring hur man fastställer ordningen mellan nukleotiderna i DNA och RNA gjorde att han tilldelades Nobelpriset i kemi 1980.
Han delade halva prissumman tillsammans med engelsmannen Frederick Sanger (den andra halvan gick till Paul Berg). 
1979 tilldelades han Albert Lasker Basic Medical Research Award.